# Cal Sanahuja
Cal Sanahuja és una obra del municipi de Piera (Anoia) inclosa en l'Inventari del Patrimoni Arquitectònic de Catalunya.

## Descripció
Casa entremitgeres de planta baixa i dos pisos. És interessant per la seva ornamentació, en tota la façana, d'un disseny molt cuidat. Als extrems de façana unes falses pilastres recorren els tres pisos. En tots els llindars de finestres i balcons hi ha decoració en relleu de tema floral. En la segona planta destaca la barana de la galeria i el relleu a manera de guardapols que emmarca les tres obertures d'aquesta. Al primer pis, balcó corregut amb barana de ferro. També a destacar la barana del terrat i l'acabament de façana i les mènsules de la cornisa. En els paraments llisos dels murs, són notables els esgrafiats que no diferencien el color amb la resta de façana.